# Internazionali di Tennis di Baviera 2013
Gli Internazionali di Tennis di Baviera 2013 sono stati un torneo di tennis giocato sulla terra rossa. È stata la 98ª edizione del torneo, facente parte dell'ATP World Tour 250 series nell'ambito dell'ATP World Tour 2013. Il torneo si è giocato al MTTC Iphitos di Monaco di Baviera, in Germania, dal 29 aprile al 5 maggio.

## Partecipanti

### Teste di serie
| Nazione  | Giocatore             | Ranking | Testa di serie* |
| -------- | --------------------- | ------- | --------------- |
| Serbia   | Janko Tipsarević      | 10      | 1               |
| Croazia  | Marin Čilić           | 11      | 2               |
| Germania | Tommy Haas            | 14      | 3               |
| Germania | Philipp Kohlschreiber | 21      | 4               |
| Ucraina  | Aleksandr Dolhopolov  | 23      | 5               |
| Germania | Florian Mayer         | 29      | 6               |
| Russia   | Michail Južnyj        | 30      | 7               |
| Austria  | Jürgen Melzer         | 34      | 8               |

* Ranking al 22 aprile 2013.

### Altri partecipanti
I seguenti giocatori hanno ricevuto una wild card per il tabellone principale: 
- Tobias Kamke
- Kevin Krawietz
- Gaël Monfils

I seguenti giocatori sono passati dalle qualificazioni: 

- Evgenij Korolëv
- Łukasz Kubot
- John Millman
- Matthias Bachinger

## Punti e montepremi
Il montepremi complessivo è di 467.800 €.
| Torneo    | Torneo              | V      | F      | SF     | QF     | 2T    | 1T    | Q  | Q3  | Q2  | Q1 |
| Singolare | Punti               | 250    | 150    | 90     | 45     | 20    | 0     | 12 | 6   | 0   | 0  |
| Singolare | Premi in denaro (€) | 71.900 | 37.860 | 20.510 | 11.685 | 6.885 | 4.080 | –  | 660 | 315 | 0  |
| Doppio    | Punti               | 250    | 150    | 90     | 45     | 0     | –     | –  | –   | –   | –  |
| Doppio    | Premi in denaro (€) | 21.800 | 11.480 | 6.220  | 3.560  | 2.090 | –     | –  | –   | –   | –  |

## Campioni

### Singolare
Tommy Haas ha sconfitto in finale  Philipp Kohlschreiber per 6-3, 7–6(3).
- È il quattordicesimo titolo in carriera per Haas, il primo del 2013.

### Doppio
Jarkko Nieminen /  Dmitrij Tursunov hanno sconfitto in finale  Marcos Baghdatis /  Eric Butorac per 6-1, 6-4.